# Peter de Grote-huis (Tallinn)
Het Peter de Grote-huis (Ests: Peeter I majamuuseum) is een museum in de Estse hoofdstad Tallinn. Het is het oudste museum van het land en herbergt een unieke collectie objecten die Peter de Grote en Catharina I van Rusland tijdens hun leven in Estland omringden. Het huis werd oorspronkelijk gekocht door Peter de Grote in de 17e eeuw en diende als hun verblijfplaats tijdens verschillende bezoeken aan Tallinn. Na de dood van Peter de Grote werd het huis gerenoveerd en in 1806 geopend als museum op bevel van Alexander I. Sinds 1941 is het huis in beheer door het Stadsmuseum van Tallinn.